# Université de l'Indiana à Bloomington
L'université de l'Indiana à Bloomington, ou souvent « IU » en anglais, est un établissement universitaire public américain fondé en 1820 et situé à Bloomington dans l'Indiana. Elle est le campus principal du système universitaire de l'université de l'Indiana.

## Historique
Elle est considérée comme l'une des universités publiques les plus prestigieuses des États-Unis et est la 93e meilleure université du monde selon l'Academic Ranking of World Universities. C'est l'université vedette du système des universités en Indiana, qui en compte neuf dans l'ensemble de l'État américain d'Indiana
L'université de l'Indiana à Bloomington a notamment servi de cadre aux études de Meg Cabot (un écrivain américain), Alfred Kinsey (qui est parmi les premiers chercheurs en sexologie), Kevin Kline (acteur américain), Evan Bayh (un ancien sénateur américain et un ancien gouverneur d'Indiana), Robert Gates (le 22e ministre de la Défense des États-Unis) et Isiah Thomas (un basketteur des Detroit Pistons).
Elinor Ostrom, la première femme à recevoir le prix Nobel d'économie, y est professeur. Elle a reçu le prix Nobel en 2009 « pour son analyse de la gouvernance économique, et en particulier, des biens communs ». René Girard y a aussi enseigné.
Douglas Hofstadter y est aussi professeur, ainsi que le luthiste britannique Nigel North. Max Zorn y a été professeur de 1946 à sa mort en 1993.

## Musées

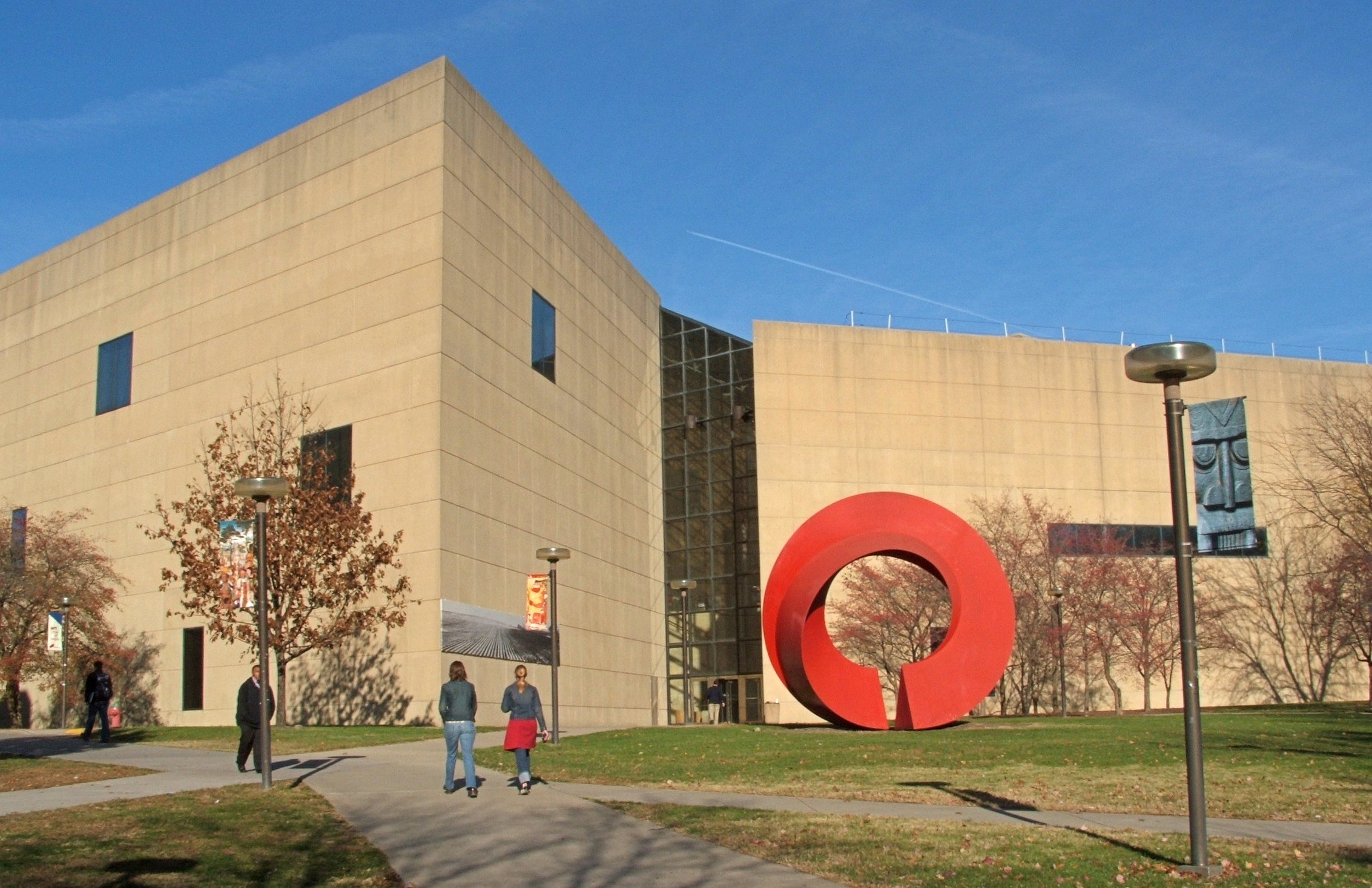
Musée d'art de l'université de l'Indiana.

- Musée d'art de l'université de l'Indiana ouvert en 1941, le musée possède un grand nombre de chefs-d'œuvre. Le bâtiment ouvert en 1982 a été conçu par l’architecte du Louvre, Ieoh Ming Pei[1].
- Mathers Museum of World Cultures
- SoFA Gallery
- Grunwald Gallery

## Écoles affiliées, centres de recherches et d'éducation
- Indiana University Maurer School of Law (1842)
- Jacobs School of Music
- Indiana University School of Public and Environmental Affairs (1972)
- Kelley School of Business (1920)
- School of Informatics and Computing (1999)
- Kinsey Institute for Research in Sex, Gender, and Reproduction
- Kirkwood Observatory, observatoire astronomique du nom de « Daniel Kirkwood »

## Sport
- Football américain : Hoosiers de l'Indiana au Memorial Stadium
- Basket-ball : Hoosiers de l'Indiana au Simon Skjodt Assembly Hall
- Hoosiers de l'Indiana football (1887)
- Women's Little 500

## Bibliothèques
- Herman B Wells Library
- Lilly Library d'Eli Lilly and Company
- The Fine Arts Library

## Médias
- WFIU (radio) ; WTIU télévision ; IUSTV (Indiana University Student Television) ; Indiana Daily Student (journal) ; WIUX (Radio) ; Pages web

## Personnalités liées à l'université

### Étudiants
- Matthew Daddario
- Jerry Abramson
- David Albright
- Howard Ashman
- Elliott Baker (en) (1922–2007) écrivain
- Evan Bayh
- Joshua Bell
- Walt Bellamy
- Regina Bendix
- Hoagy Carmichael
- Calbert Cheaney
- Sarah Clarke
- Dicki Chhoyang
- John Clayton
- Suzanne Collins
- Susan Crawford
- John Crowley
- Mark Cuban
- Salim el-Hoss
- Donald Fehr
- John M. Ford
- Robert Gates
- Vivica Genaux
- David Giuntoli
- Michael D. Higgins
- Jamie Hyneman
- Booker T. Jones
- Lilly King
- Kevin Kline
- Lee Majors
- George McGinnis
- John Mellencamp
- Ryan Murphy
- Elizabeth Akua Ohene
- Victor Oladipo
- Ernie Pyle
- Ranveer Singh
- Leonard Slatkin
- Gary Snyder
- Jean-Pierre Sonnet
- Elliot Sperling
- Mark Spitz
- Isiah Thomas
- Michael E. Uslan
- Tara VanDerveer
- Jimmy Wales
- James Dewey Watson
- Cody Zeller